# Новоєрусалимський монастир
Новоєрусали́мський монастир — православний монастир у Росії, у місті Істра (колишнє село Воскресенське). Належить Російській православній церкві. Заснований 1656 року за ініціативи московського патріарха Никона. Споруджувався як копія Єрусалимського храму Гробу Господнього. Також — Воскресенський монастир. З 2010 по 2016 тривала масштабна реставрація. Відео з реставрації https://m.youtube.com/watch?v=lVpfDEVosNk
Цікавим є той факт що 95% реставраторів були з України

## Історія
Ініціатором будівництва монастиря став Патріарх Московський Никон — його будівництво почалось 1656 року на річці Істрі неподалік від підмосковного села Воскресенська яке згодом перетворилось у сучасне місто Істра.
1942 року більшість будівель монастиря була фактично зруйнована, однак більшість з них згодом відновлено ще в 70-80-ті роки ХХ століття, його реставрація триває і надалі.
Монастир будувався як точна копія Храму Гробу Господнього в Єрусалимі, при цьому Новим Єрусалимом стало і навколишня місцевість — пагорби навколо монастиря отримали назви Сіону, Оливної Гори, Капернауму, Гетсиманського саду, а річка Істра була офіційно перейменована в Йордан.
У монастирі зберігався Воскресенський літопис.

## Архітектура
- Воскресенський собор — копією Єрусалимського храму Воскресіння[1]
- Храм Мироносиць — копія храму Св. Марії Магдалини на Оливній горі, закладений 17 квітня 2005 року
- Гетсиманський сад
- Скит Патріарха Нікона
- Музей дерев'яної архітектури просто неба
- Святе джерело[2][3][4]

## Новомученики
- Костянтин (Некрасов) (1872–1937). Священик Костянтин був розстріляний та 15 грудня 1937 року і похований в безим'яній могилі на полігоні в Бутово.
- Сергій (Феліцин) (1883–1937). 1 грудня 1937 на засідання Трійки при Управлінні НКВД СРСР по Московській області було прийнято постанову: «Феліцина Сергія Васильовича — розстріляти». Вирок було виконано 15 грудня 1937 року.
- Василь Крилов (1906–1942) 13 жовтня 1937 року трійка НКВС приговорила священика до 10 років ув'язнення у виправно-трудовому таборі. Священик Василь Крилов помер 31 травня 1942 в олному з таборів Сєвжелдорлагу в Комі області.
- Йоан Васильєв (1886–1942) 5 грудня 1937 року трійка НКВС приговорила отця Йоана до 10 років ув'язнення у виправно-трудовому таборі. Священик помер в ув'язненні 17 травня 1942 року та похований у невідомій могилі.
- Олександр Державін (1864–1933) Помер 25 травня 1933 року. Точне місце розташування могили священика невідомо. 5 квітня 1933 року постановою Трійки ОГПУ отцю Олександру було дозволено вільне проживання[5].

## Галерея

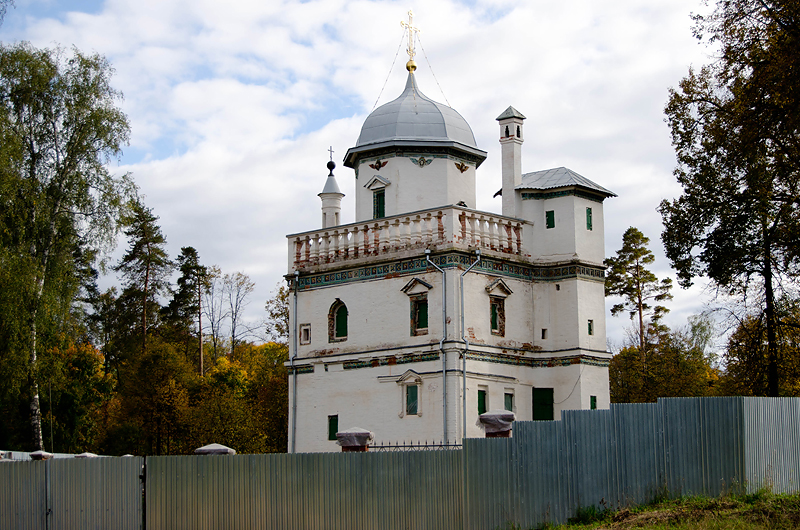
Скит Никона реконструкція (вид з берегу Істри)
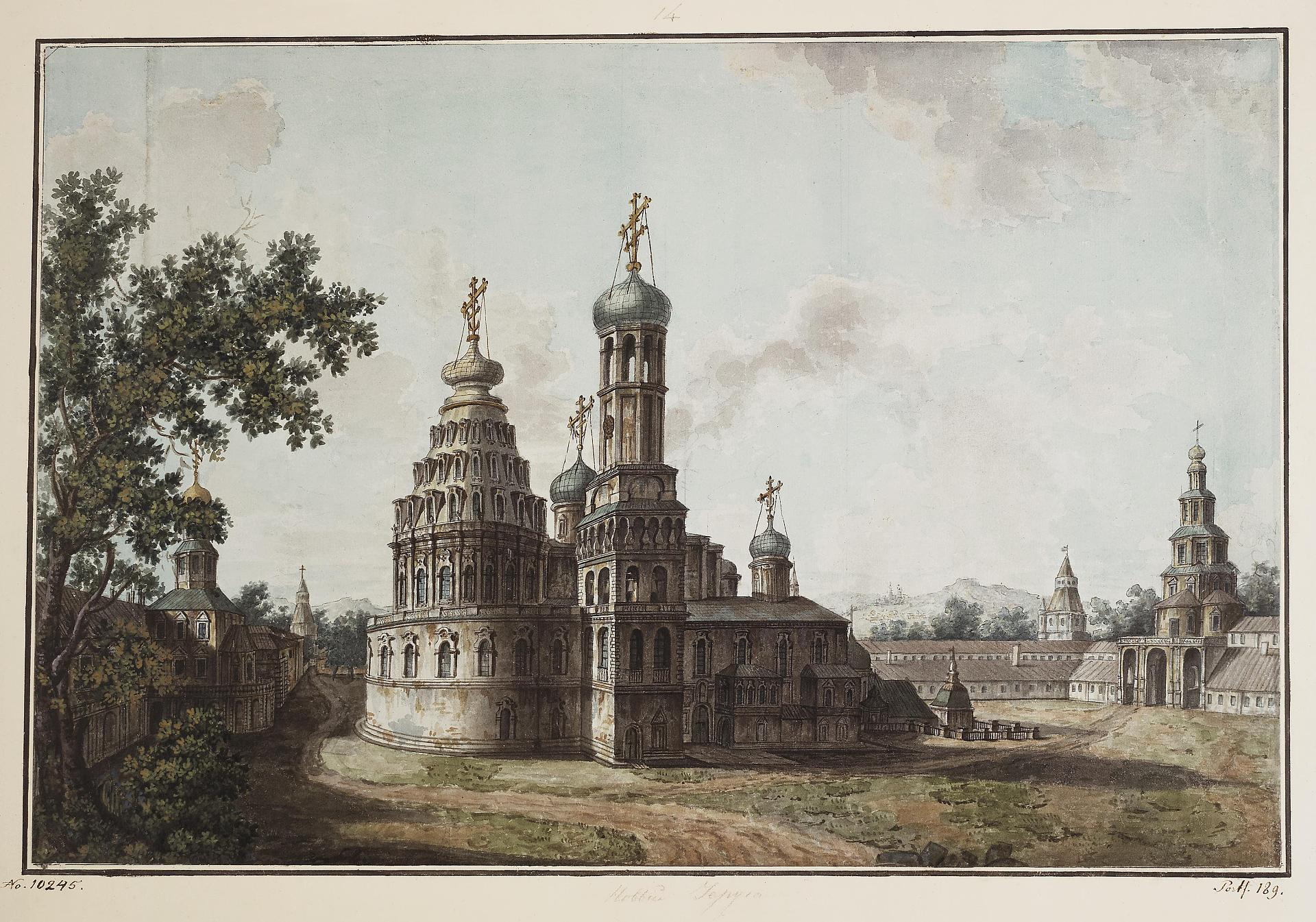
Полотно художника Федора Алексєєва Новоєрусалимський монастир, 1800 р.
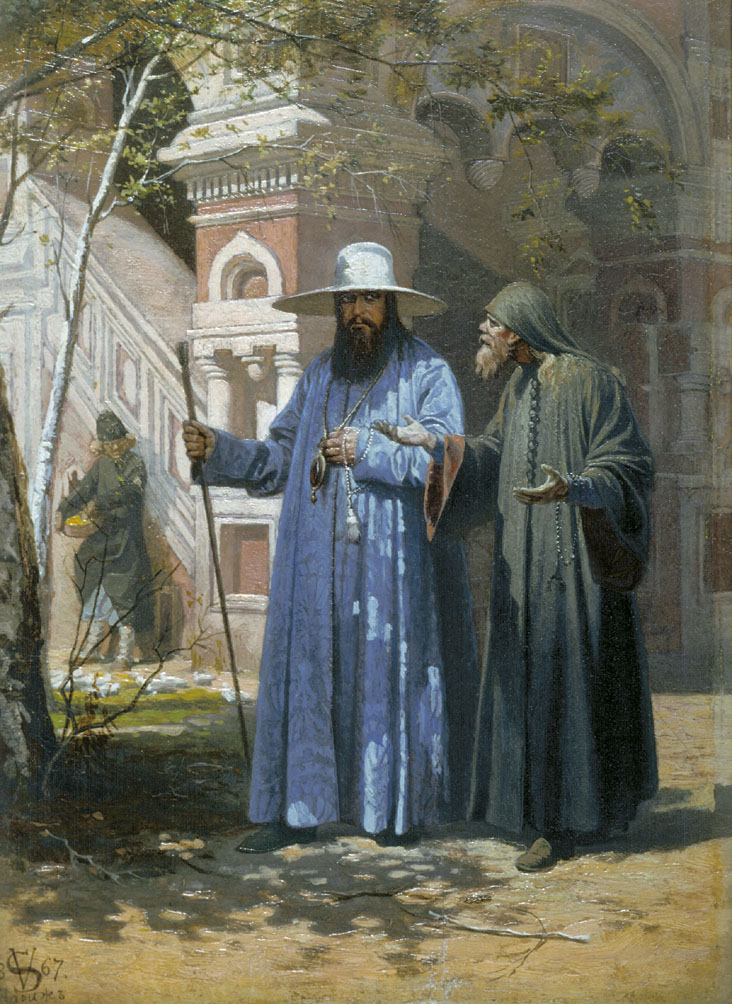
Патріарх Никон у Новоєрусалимському монастирі (1867р.) Автор картини В'ячеслав Шварц  (1838-1869)
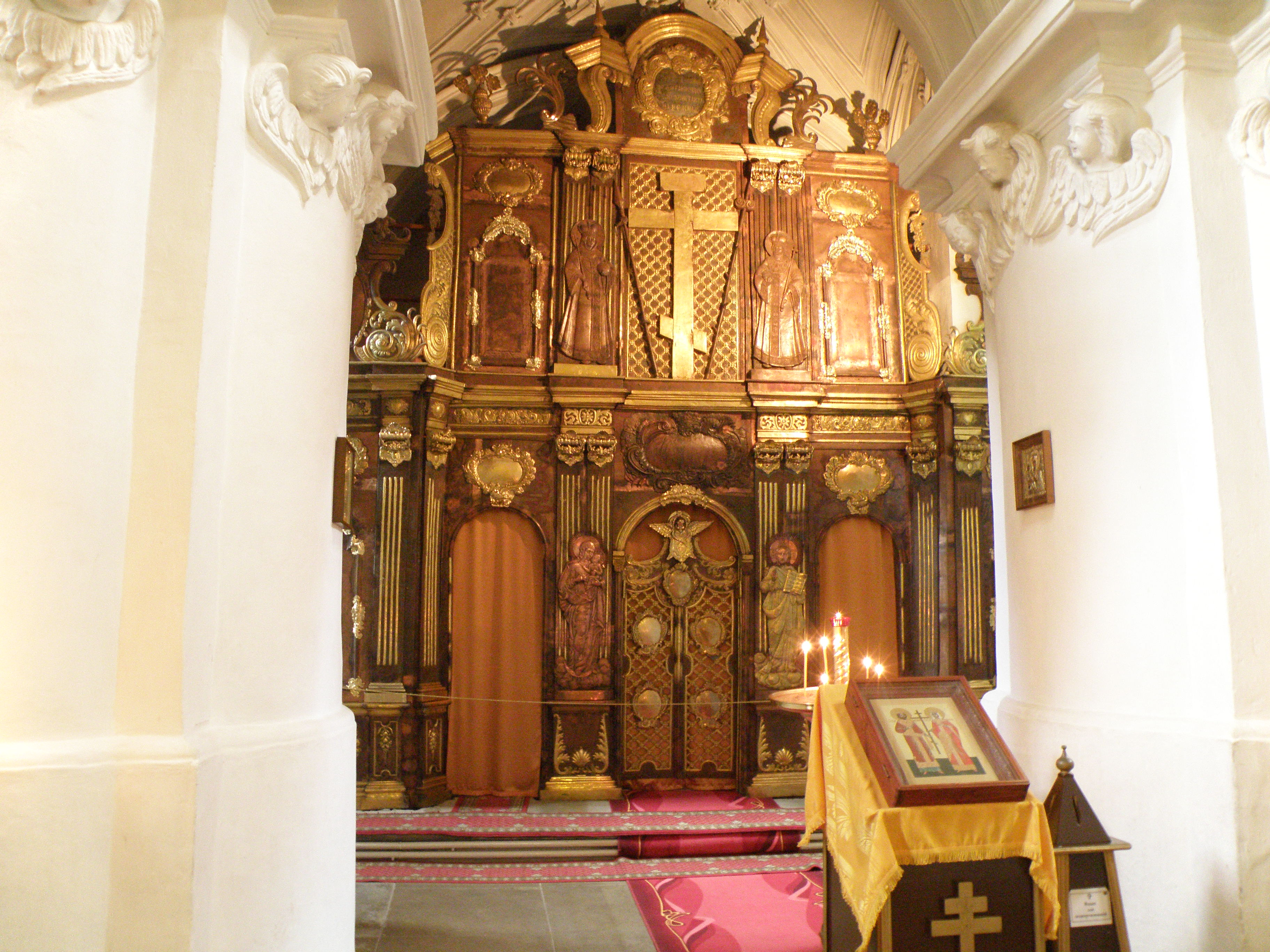
Земляна церква
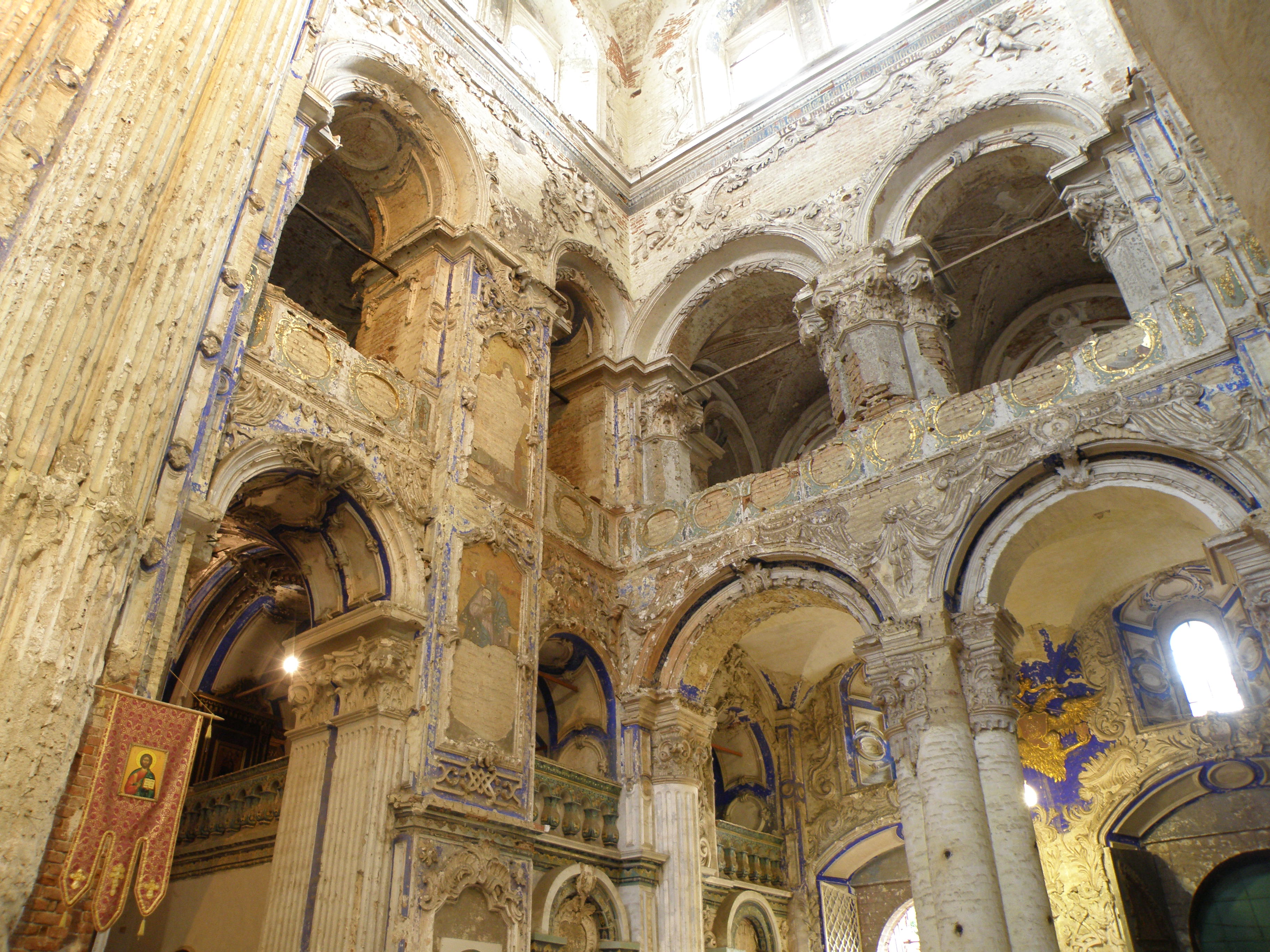
Інтер'єр Воскресенського собору
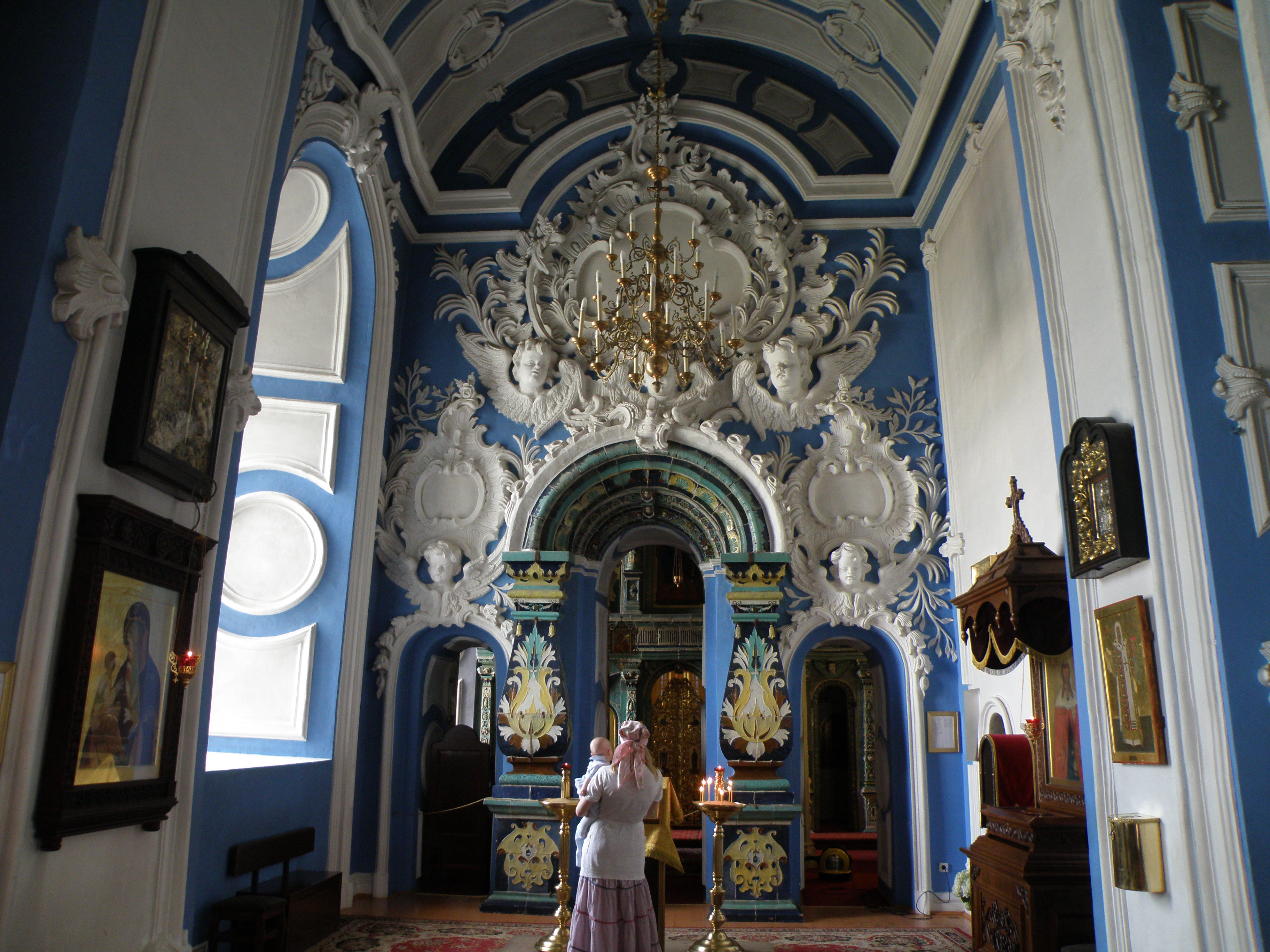
Церква Успіння
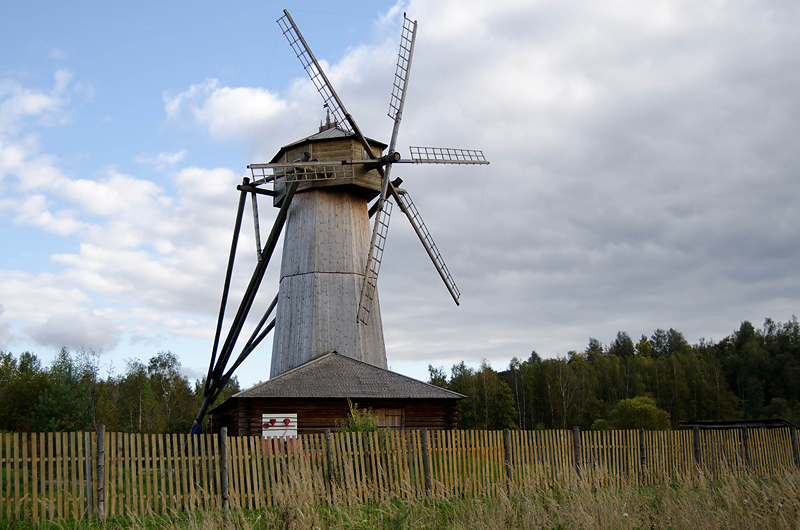
Млин

### Монографії
- Зеленская Г. М., Святославский А. В. Некрополь Нового Иерусалима: Историко-семиотическое исследование. М.: Древлехранилище, 2006.
- Зеленская Г. М. Новый Иерусалим. Образы дольнего и горнего. — Дизайн. Информация. Картография, 2008.
- Краткое историческое описание Ставропигиального Воскресенского, Новый Иерусалим именуемого, монастыря. М., 1852.
- Новый Иерусалим и город Воскресенск. 2. М.: МОК ЦЕНТР, 2006.
- У стен Нового Иерусалима. История города Воскресенска-Истры. М.: Лето, 2010.

### Статті
- Акинин К. Об облике первоначального шатра Воскресенского собора Ново-Иерусалимского монастыря // Архитектурная наука и образование. Труды Московского Архитектурного института. — М., 2003. — Т. 3. — С. 84—94.
- Баталов А., Вятчанина Т. Об идейном значении и интерпретации иерусалимского образа в русской архитектуре XVI—XVII веков // Архитектурное наследство. — 1988. — Т. 36. — С. 22—42.
- Бугаева Т., Гришин В., Тепфер Л., Чернышёв М. Новые исследования строительной истории Воскресенского собора Ново-Иерусалимского монастыря // Материалы творческого отчёта треста «Мособлстройреставрация». — М., 1984. — С. 28—34.
- Бугаева Т., Гришин В. Подземная Константиноеленинская церковь Ново-Иерусалимского монастыря // Материалы творческого отчета треста «Мособлстройреставрация». — Москва, 1979.
- Дорошенко С. М. Настоятели Воскресенского монастыря Нового Иерусалима: живая история обители // Государство, религия, церковь в России и за рубежом. 2009
- Ильин М. Каменная архитектура второй трети XVII в // История русского искусства. — М.—Л., 1955. — Т. 3.
- Истра. Ново-Иерусалимский монастырь // Памятники зодчества, разрушенные или повреждённые немецкими захватчиками: Документы и материалы. Вып. II / Академия архитектуры СССР. — М.: Изд-во Академии архитектуры СССР, 1944. — С. 3—23.
- Некрасов А. Архитектура Истры и её значение в общем развитии русского зодчества // Ежегодник музея архитектуры. — 1937. — № 1.
- Леонид (Кавелин). Историческое описание Ставропигиального Воскресенского Новый Иерусалим именуемого монастыря // Чтения в Императорском обществе истории и древностей Российских при Московском университете. Июль-сентябрь 1874. — М., 1874.
- Леонид (Кавелин). Ценинное дело в Воскресенском, Новый Иерусалим именуемом, монастыре с 1656 по 1759 год // Вестник Общества древнерусского искусства при Московском публичном музее № 11—12. — М., 1876. — С. 84—87.
- Святославский А. Паломнические записки о Новом Иерусалиме XVIII — начала XX вв. Исторические источники и памятники культуры //
- Никоновские чтения в музее «Новый Иерусалим». М.: Северный паломник, 2002.
- Никоновские чтения в музее «Новый Иерусалим» / Сост. Г. М. Зеленская. Научные редакторы Г. М. Зеленская, И. А. Кочелева. — М.: Лето, 2005.

### Довідники
- Воскресенские монастыри // Энциклопедический словарь Брокгауза и Ефрона : в 86 т. (82 т. и 4 доп.). — СПб., 1890—1907.
- Московский областной краеведческий музей в городе Истре: Путеводитель. М.: Московский рабочий, 1989.